# 6-FAM-phosphoramidit
6-FAM-phosphoramidit, auch 6-FAM-amidit, ist das Phosphoramidit-Derivat des 6-Carboxyfluorescein (FAM), ein Fluoreszenzfarbstoff, der bei in der Synthese von Oligonukleotiden zur Erzeugung von Hydrolisierungssonden für Real-Time-PCR-Assays und somit zum quantitativen Nachweis von Nukleinsäuresequenzen verwendet wird. 

## Herstellung
Zunächst wird der Vorläufer für die Phosphoramidit-Einheit synthetisiert. Dazu wird Phosphortrichlorid erst mit 3-Hydroxypropionitril und dann mit Diisopropylamin umgesetzt. Die Fluorescein-Einheit wird ausgehend von Resorcin und Trimellitsäureanhydrid hergestellt. Die Estergruppen werden mittels Pivaloylchlorid eingeführt. Die Verbindung wird zunächst in situ mittels 4-Nitrophenol und Dicyclohexylcarbodiimid in einen Nitrophenylether überführt. Dieser reagiert mit 6-Aminohexanol, wodurch die C6-Kette als Brücke eingeführt wird. Reaktion mit dem separat synthetisierten Phosphorreagenz ergibt das 6-FAM-Phosphoramidit.

## Verwendung
6-FAM-phosphoramidit ist ein Reporter-Farbstoff, der kovalent an das 5’-Ende der Sonde gebunden ist, die für das Farbsignal der Reaktion verantwortlich ist. Die Anregungswellenlänge von 6-FAM-phosphoramidit liegt bei 496 nm, die Emissionswellenlänge bei 520 nm. Am 3’-Ende der Sonde ist ein Quencher-Farbstoff gebunden (z. B. TAMRA). Die mit einer 5’-Exonukleaseaktivität ausgestattete Taq-Polymerase löst den Reporterfarbstoff von der DNA ab. Nach der vollständigen Synthese des PCR-Produkts wird auch der Quencherfarbstoff frei. Durch die räumliche Trennung gibt der Reporterfarbstoff nach Anregung ein Fluoreszenzsignal. Wird hingegen die intakte Sonde angeregt, so unterdrückt der Quencherfarbstoff aufgrund der räumlichen Nähe zum Reporterfarbstoff dessen Fluoreszenz.